# Matériau intelligent
Un matériau dit « intelligent » est un matériau innovant, conçu pour être sensible, adaptatif et évolutif. 
Il s'agit généralement de matériaux polymères et/ou composite, éventuellement piézo-électriques, magnétostrictifs ou à mémoire de forme qui possède une ou plusieurs propriétés les rendant adaptatifs et/ou évolutifs, et pouvant être considérablement modifiées de manière contrôlée par des stimuli externes, tels que le stress, la température, le mouvement (mécanique), l'humidité, le pH, le champ électrique ou magnétique. 
Certains matériaux déjà communicants pourraient bientôt être conçus pour contenir des éléments informatiques plus complexes, des actuateurs, des moyens de produire de l'énergie, éventuellement à échelle nanométriques (nanomoteur et micro- ou nanomachines moléculaire permettant éventuellement à un matériau de s'autoassembler pour produire des formes et fonctions différentes).

## Histoire et prospective
Joël de Rosnay date le début de l'avènement des matériaux intelligents du « début des années 1980 » issus « de travaux menés  principalement  aux  États-Unis  dans  le  domaine  de  l'aérospatiale  et  qui  concernent  aujourd'hui  tous  les  secteurs  d'activités ». 
Ces matériaux peuvent être bio-inspirés de systèmes moléculaires ou cellulaires existant dans la nature, notamment dans le monde animal, végétal ou fongique.

## Prospective
Dans un futur proche certains de ces matériaux pourraient de plus pouvoir cicatriser, s'autoréparer ou se souder sans colle ni chaleur, ou encore capter certains gaz. 
De la mode à l'habitat en passant par les transports, la biomédecine, la robotique ou le secteur militaire, de nombreux domaines pourraient en être bouleversés.
Certains de ces matériaux pourraient fusionner avec le corps (Homme augmenté) ou devenir symbiote de l'homme pour produire une forme de ce que J de Rosnay nomme l'homme symbiotique .  
Les techniques d'apprentissage automatique et de l'intelligence artificielle générative, souvent en association avec des méthodes traditionnelles, ont permis de découvrir certains nouveaux matériaux, plus vite et à moindre coût. On cherche à prédire les propriétés ou les nouvelles configurations des matériaux en se basant sur la connaissance du domaine et sur les données existantes, mais explorer efficacement l'espace chimique quasi-infini et en tirer rapidement des matériaux stables, aux propriétés optimales et si possible non toxiques et non dangereux, via des algorithmes avancés d'apprentissage profond pose encore en 2022 des défis et « il pourrait être impossible de trouver des matériaux avec de meilleures performances sur la base de matériaux connus ».

### bibliographie
- Akhras G (2012) Des Matériaux Intelligents et des Systèmes Intelligents pour l'Avenir. Revue Militaire Canadienne.
- de Rosnay J (2000) Les matériaux intelligents. Service du film de recherche scientifique |Texte de la 278e conférence de l'Université de tous les savoirs, donnée le 4 octobre 2000.
- Givernaud J (2010) Étude, conception et fabrication de dispositifs micro-ondes à base de matériaux intelligents type VO2 (Doctoral dissertation, Limoges)|résumé.

- Salvia M (2004) Le monde des matériaux et ses évolutions récentes: Les matériaux sont-ils intelligents ?. In Annales de chimie (Vol. 29, No. 6, pp. 1-12). Lavoisier.